# Parc national de Middle Button Island
Le parc national de Middle Button Island est situé dans les îles Andaman-et-Nicobar en Inde.